# Air Uganda
Air Uganda was een Oegandese luchtvaartmaatschappij met haar hoofdkantoor in Kampala en haar thuisbasis de Luchthaven van Entebbe.

## Geschiedenis
Air Uganda is in 2007 opgericht door het Aga Khan Fund for Economic Development. In juni 2014 schortte de maatschappij haar vluchten voor onbepaalde tijd op nadat ze haar vlieglicentie verloor vanwege een negatieve audit van de Oegandese Civil Aviation Authority door de Internationale Burgerluchtvaartorganisatie. Enkele weken later retourneerde ze haar vliegtuigen aan de verhuurder. Volgens de CAA werd de licentie ingetrokken vanwege veiligheidsgebreken bij de luchtvaartmaatschappij zelf.

## Bestemmingen
Air Uganda voerde vanuit Entebbe lijnvluchten uit naar onder andere: Bujumbura, Dar es Salaam, Juba, Mombasa en Nairobi.

## Vloot
De vloot van Air Uganda bestond in juni 2014 uit drie Bombardier CRJ200's.